# Синхротронско зрачење
Синхротронско зрачење је електромагнетско зрачење које емитују наелектрисане елементарне честице (најчешће електрони) док се крећу у магнетном пољу релативистичким брзинама реда величине брзине светлости. Синхротронско зрачење је снажно поларизовано зрачење. Велики део електромагнетног зрачења које потиче из пулсара, радио-галаксија или из маглине Рак спада у синхротронско зрачење. Са порастом енергије честице смањује се њена таласна дужина зрачења. Синхротронско зрачење се производи на пример у синхротронима помоћу магнета за савијање, ондулатора и/или виглера. Ако је честица нерелативистичка, емисија се назива циклотронском радијацијом. Ако су честице релативистичке, које се понекад називају и ултрарелативистичке, емисија се назива синхротронском емисијом.
У астрофизици се синхротронска емисија јавља, на пример, услед ултрарелативистичког кретања извора око црне рупе. Када извор манифестује кружну геодезију око црне рупе, синхротронско зрачење се јавља за орбите близу фотосфере где је кретање у ултрарелативистичком режиму.

## Синхротрон
Синхротрон је акцелератор честица код којег се наелектрисане честице крећу по кружној путањи у хомогеном магнетном пољу. Брзине таквих честица су константне.
Једначине кретања честице у синхротрону су:
{\displaystyle {\frac {d{\vec {p}}}{dt}}=q{\vec {v}}\times {\vec {B}}}
{\displaystyle {\frac {d\mathrm {E} }{dt}}=0}
За ултрарелативистичке честице, односно честице које се крећу врло великим брзинама блиским брзини светлости, губици енергије су врло велики, јер су пропорционални четвртом степену енергије честица. Да би брзина честице у синхротрону била одржана, ови губици се морају стално надокнађивати, те је за рад синхротрона потребно обезбедити огромне количине енергије.

## Закочно зрачење
Закочено зрачење, кочно зрачење, бела радијација или закочно зрачење је електромагнетско зрачење (укључујући синхротронско зрачење) које настаје при убрзању слободне електрично набијене честице. У ужем смислу, то је зрачење којим електрони губе енергију и бивају успорени при пролазу кроз хемијску материју. Назив је (према  ) увео А. Зомерфелд 1909. при проучавању рендгенскога зрачења што га заустављањем у материји производе електрони, претходно убрзани у електронској цеви. Генерално је реч о рендгенском зрачењу или о гама-зрачењу, емитованом у међуделовању електрона с атомским језгрима у материји. За разумевање и прорачун ударнога пресека закочног зрачења потребно је познавање квантне механике. Спектар тог зрачења је континуиран, с повећавањем енергије електрона помиче се према вишим фреквенцијама и јачег је интензитета. Такво се зрачење назива спонтаним, према аналогији са спонтаном емисијом фотона од стране везаних електрона. Индуковано закочно зрачење емитују слободни електрони који су притом успорени, аналогно је индукованој емисији фотона везаних електрона. Инверзно закочно зрачење одговара фотоелектричном учинку код којег слободни електрон апсорбује фотон и притом бива убрзан. Закочно зрачење прати и бета-распаде атомских језгара и рачуна се као корекција за радијацију при бета распаду (унутрашње закочно зрачење). Енергија таквога рендгенскога зрачења, створеног у кулонском пољу језгра радиоактивног атома, ограничена је максималном енергијом нуклеарнога прелаза.
Појава се догађа кад јако позитивно електрично поље језгра делује на упадни негативни електрон. Тада он скреће с путање при чему му се кинетичка енергија смањи. Разлика стања нивоа кинетичке енергије у времену, то јест пре и после скретања с путање емитује се као X-квант односно рентгенски зрак. Близина језгра и почетна енергија електрона директно је сразмерна енергији X-фотона. Што је електрон ближе прошао језгру и што му је почетна енергија већа, то је већа и енергија X-фотона. Проласком кроз аноду упадни електрони поступно губе енергију. Разлог је пролазак кроз електрична поља језгара на различитим удаљеностима. Свако скретања резултира губитком дела енергије. Због тог емитованог рендгенског зрачења могу имати било коју енергију до максималне енергије. Тим путем настаје континуирани спектар X-зрачења. Кочно зрачење (континуирани спектар) је једна од две компоненте спектра рендгенског зрачења. Друга је карактеристично зрачење (линијски спектар).

### Синкротронска светлост
Да би се проникнуло у тајне субатомске структуре, требало је сломити атоме високоенергетским честицама у добро контролисаним условима. У ту сврху почели су се градити убрзивачи електрона који су брзо прерасли у сложене направе које би у вакууму убрзале електроне у кружним путањама тако да скупе што више енергије пре него што се усмере према атому – мети. У посебним прстеновима, електрони су убрзавани синхронизираним погуривањем микроталасима, те су стога та постројења убрзо названа синхротронима. У једном таквом синхротрону 1947. физичари Џенерал Електрик компаније у САД уочили су необично зрачење. Ако се жели да се одржава набијену честицу, попут електрона, у кружној путањи, она ће неизбежно губити део своје енергије (закочно зрачење) у облику електромагнетског зрачења – светлости.

### Први нараштај извора синхротронске светлости
С друге стране, споменути извор светлости побудио је занимање једне сасвим друге групе физичара. Наиме, синхротронска светлост коју су емитовали електрони убрзани до готово брзине светлости била је заиста необична светлост, а не типично закочно зрачење. Распон таласних дужина био је импресиван: од инфрацрвене, преко видљиве светлости па све до меких и тврдих рендгенских зрака. Јачина зрачења ништа мање импресивно – и милијун пута сјајније од Сунчеве светлости. Физичари који су се бавили структуром материја користили су се до тада за своје експерименте изворима рендгенског зрачења који је било и до милијарду пута мање јачине, а готово увек су били ограничени само на одређену таласну дужину. Убрзо су синхротрони добили свој други задатак – проучавање структуре материје синхротронском светлошћу. Паразитско зрачење које је фрустрирало физичаре високих енергија постало је моћан нови прозор у структуру материје. Мерне станице које су искориштавале синхротронску светлост постале су редовни додатак синхротронима. Данас се ти синхротрони називају првим нараштајем извора синхротронске светлости.

### Други нараштај извора синхротронске светлости
Успех тих мерних исталација и стално проширивање начина на које се синхротронска светлост употребљава довело је у 1970-тим годинама прошлог века до изградње првих постројења која су била намењена искључиво за производњу синхротронске светлости. Тај други нараштај синхротрона постао је примењив не само у физици, већ и у биологији, медицини и индустрији. На њима се истражује кристална и електронска структура материјала, граде се микроскопске направе, одређује се стуктура беланчевина за стварање нових лекова, изводи се медицинска дијагностика и терапија. На свету тренутачно постоји више од 40 синхротрона, од LNLS-а у Бразилу, преко многобројних синхротрона у САЂу, Европи и Азији до Аустралијског синхротрона у Мелбурну.

### Трећи нараштај извора синхротроне свјетлости
Данашњица је прекретни период у свету синхротрона. Нови, трећи нараштај синхротрона доноси не само неколико редова величине сјајнију светлост, већ и нека потпуно нова својства које истраживачима отварају нове могућности. Ти синхротрони не одржавају једноставно само електроне у кружној путањи, већ се додатно користе посебним направама (енгл. insertion devices: уметнуте направе јер се у бити умећу према потреби у путању електрона) које терају електроне на посебна осцилаторна кретања и тако сажимају, односно колимирају релативно широк сноп у врло уску купу зрачења. Тај сноп има много боља својства од прошлих нараштаја, укључујући кохеренцију – најуређеније стање у којем се светлост може налазити. Светлост је електромагнетски талас. До сада су ти различити експерименти искориштавали само амплитуду тог таласа, односно јачину светлости. Кохеренција сада омогућава да се користи и фаза таласа. Тренутно постоје 4 потпуно оперативна синхротрона трећег нараштаја: ESRF (енгл. European Synchrotron Research Facility) у Греноблу (Француска), татим АПС (енгл. Advanced Photon Source) у Аргону (САД), SPring-8 у Харими (Јапан) и SLS (енгл. Swiss Light Source) у швајцарском Вилигену. У Европи се граде још два таква постројења: Дијамонд у Уједињеном Краљевству и SOLEIL у Француској. Нама најближи синхротрон налази се у близини Трста и зове се ELETTRA.